# Варваровка (Амурская область)
Варва́ровка — село в Октябрьском районе Амурской области, Россия.
Образует Варваровский сельсовет.
Основано в 1886 году. Названо в честь первой поселенки – Варвары.

## География
Село Варваровка стоит на левом берегу реки Ивановка (левый приток Зеи).
Село Варваровка расположено к западу от районного центра Октябрьского района села Екатеринославка, на автодороге областного значения Екатеринославка — Ивановка.
Расстояние до Екатеринославки (через Панино и Песчаноозёрку) — 50 км.
На запад от села Варваровка идёт дорога к селу Анновка Ивановского района.

## Население
| 2002  | 2010  | 2012  | 2013  | 2014  | 2015  | 2016  |
| ----- | ----- | ----- | ----- | ----- | ----- | ----- |
| 2889  | ↘2695 | ↘2657 | ↗2659 | ↘2607 | ↘2597 | ↘2562 |
| 2017  | 2018  |       |       |       |       |       |
| ↘2544 | ↘2529 |       |       |       |       |       |

## Промышленность
Основным предприятием является угольный разрез «Ерковецкий», где трудится 540 работников АО «Амурский уголь». Добыча угля ведется открытым способом с применением технологии вскрытия угольных пластов. В месяц добывается 200 тыс. тонн бурого угля.
Рядом располагается одноимённая подстанция 220 кВ Варваровка.

## Культурная жизнь
В селе есть хореографический ансамбль «Грация», образцовый ансамбль танца «Антре», работает филиал МБУ ДО "Детская школа искусств" (хореографическое, музыкальное и художественное отделения), мастерская народно-прикладного искусства и художественного труда «Теремок», изостудия «Сувенир». При доме культуры работают различные кружки и секции: детская вокальная группа «До-ми-соль-ка», вокальный ансамбль Импульс, взрослый фольклорный ансамбль «Раздолье», хор ветеранов, ВИА «Импровизация», клубы по интересам: «Белая ладья», «Горница», спортивные секции.